# Канадски рис
Канадският рис (Lynx canadensis) е северноамерикански хищник от семейство Коткови. Често погрешно видът е класифициран като подвид на Евроазиатския рис. Изследвания сочат, че през ледниковата епоха представители на общ правид преминават в Северна Америка и еволюират в днешния вид.

## Физически характеристики
Дължината на тялото му е от 80 до 100 cm, височина до 60-65 cm и тегло от 8 до 24 кг.

## Разпространение
Населява предимно Канада и Аляска и някои щати от континенталната част на САЩ като Колорадо, Монтана, Вашингтон и Айдахо.

## Местообитание
Той пребивава в снежно-планинските райони.

## Подвидове
Канадският рис днес е представен от три съвременни подвида както следва:
- Lynx canadensis canadensis
- Lynx canadensis mollipilosus
- Lynx canadensis subsolanus – подвидът е разпространен на остров Нюфаундленд. Това са най-едрите представители, за които е известно, че нападат и малки на елена Карибу в случаи, когато зайците намалеят.

## Хранене
Американският див заек е основна част от хранителния му режим. В менюто му влизат и гризачи, птици и риби. През зимата канадските рисове се хранят и с по-големи животни като различни видове елени.

## Размножаване
Бременността продължава 63 - 70 дни. Раждат през май — юни (по-рядко през юли) по 1 - 5 малки. Отрасналите малки се отделят от майката на 10- месечна възраст. Половата зрялост настъпва на 10 - 23 месечна възраст. В дивата среда живеят средно 10 - 15 години.